# Megachile cradockensis
Megachile cradockensis är en biart som beskrevs av Heinrich Friese 1909. Megachile cradockensis ingår i släktet tapetserarbin, och familjen buksamlarbin. Inga underarter finns listade i Catalogue of Life.